# Светлана Медведева
Светлана Владимировна Медведева (рус. Светлана Владимировна Медведева) супруга је премијера Руске федерације Дмитрија Медведева и бивша Прва дама Русије.

## Биографија
Рођена је 15. марта 1965 године у Кронштат рејону, федералног града Лењинград, сада Санкт Петербург. Рођена је у војној породици, била је била најмлађа ћерка њених родитеља. Светлана је била активна у ваннаставним активностима, учествовала је у разним спектаклима, перформансима и другим догађајима. Она је упознала будућег мужа у средњој школи, у купчину близу Лењинграда.
Године 1987. почела је студије на Санкт Петербуршком Универзитету, на смеру економије и финансије. У својој првој години факултета, она је прешла на вечерње курсеве и почели да раде пуно радно време. Медведев је оженио 1993. године, након што су завршили своје студије. Године 1995 родила је њиховог сина Иљу, он је крштен у Руској православној цркви.